# Anne Hubinger
Anne Hubinger (* 31. Juli 1993 in Ribnitz) ist eine ehemalige deutsche Handballspielerin.

## Karriere
Hubinger begann mit dem Handball 2001 beim SV Motor Barth. Ab 2006 besuchte sie das Magdeburger Sportgymnasium und spielte beim HSC 2000 Magdeburg. Nach dem Abitur wechselte die 1,85 Meter große Rückraumspielerin 2011 zum Bundesligisten HC Leipzig. Mit Leipzig gewann sie 2014 und 2016 den DHB-Pokal. Ab Sommer 2017 stand sie beim Bundesligisten Thüringer HC unter Vertrag. Mit dem Thüringer HC gewann sie 2018 die deutsche Meisterschaft. Zum Ende der Saison 2018/19 lief ihr Vertrag beim THC aus.
Anne Hubinger gab ihr Debüt in der Nationalmannschaft am 4. Oktober 2012 in Most gegen Tschechien. Sie gehörte zum Aufgebot für die Europameisterschaft 2012 in Serbien. Weiterhin nahm sie an der Weltmeisterschaft 2013 teil und erzielte zwei Treffer in sieben Partien. Hubinger bestritt 62 Länderspiele für die DHB-Auswahl, in denen sie 108 Tore erzielte. Beim Abschlusstraining der Nationalmannschaft vor dem EM-Qualifikationsspiel in der Türkei zog sich Anne Hubinger am 30. September 2017 eine schwere Fußverletzung zu. Obwohl sie nach einer langwierigen Reha nochmals auf das Spielfeld zurückkehrte, musste sie ihre Karriere als Leistungssportlerin im Mai 2019 beenden.

## Sonstiges
Anne Hubinger studiert Sonderpädagogik.